# Øster Horne Herred

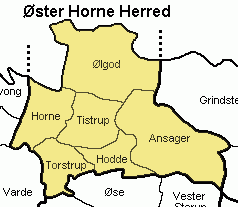
Øster Horne Herred

Øster Horne Herred was een herred in het voormalige Ribe Amt. Samen met Vester Horne Herred en Nørre Horne Herred wordt het als  Hornshæreth  genoemd in Kong Valdemars Jordebog. Bij de bestuurlijke reorganisatie in Denemarken in 1970 werd het gebied deel van de nieuwe provincie Ribe.
De herred omvatte oorspronkelijk zes parochies. Skovlund en Stenderup werden beging twintigste eeuw afgesplitst van Ansager.
- Ansager
- Hodde
- Horne
- Skovlund (niet op de kaart)
- Stenderup (niet op de kaart)
- Tistrup
- Thorstrup
- Ølgod